# Meryl Streep-filmográfia

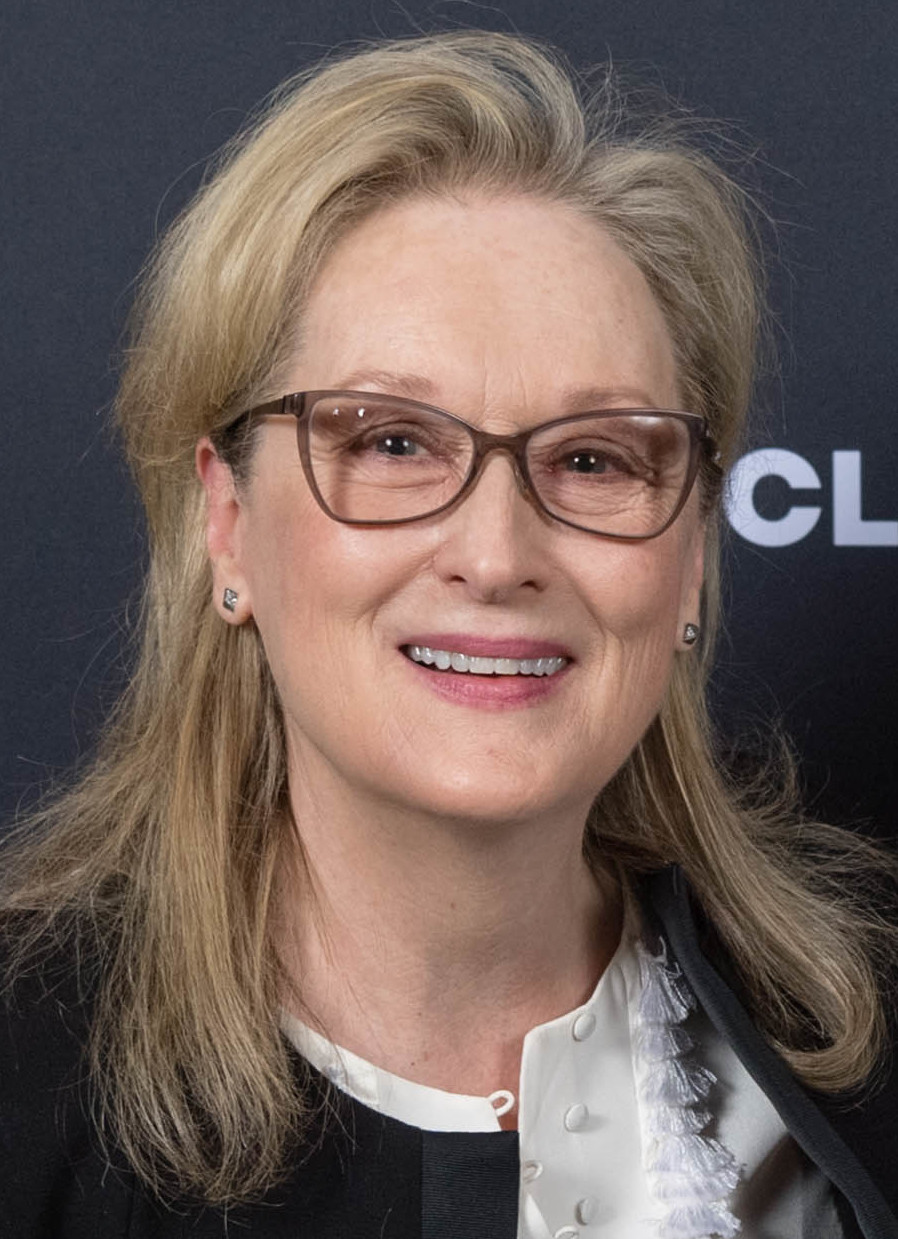
2018-ban

Meryl Streep Oscar-, BAFTA-, Golden Globe- és Primetime Emmy-díjas amerikai színésznő.
1975-ben debütált színpadi színésznőként a Trelawny of the 'Wells' című darabban, majd az 1970-es évek folyamán számos színműben feltűnt, egy Tony-jelölést szerezve. Első, rövid filmszerepét az 1977-es Júlia című történelmi drámában kapta, Jane Fonda oldalán. A következő évben A szarvasvadász mellékszerepe fordulópontot jelentett a színésznő karrierjében, mivel ennek köszönhetően jelölték először Oscar-díjra. 1978-ban a Holocaust (A Weiss család története) című minisorozattal Primetime Emmy-díjat nyert. Az 1979-ben bemutatott Kramer kontra Kramer hozta meg a színésznő számára az első Oscar-szobrot.
Az 1980-as évek folyamán hollywoodi főszereplő színésznőként is megalapozta karrierjét. A francia hadnagy szeretője (1981) adaptációban kettős szerepet játszott, a következő évben a Sophie választásában tűnt fel, megnyerve a legjobb női főszereplőnek járó Oscart. 1983-ban ő volt Karen Silkwood a Silkwood című életrajzi filmdrámában, 1985-ben következett a Távol Afrikától és Karen Blixen írónő megformálása. Ezt követően pályafutása némileg hanyatlani kezdett, miközben komikus szerepekben is kipróbálta magát: Nőstényördög (1989) és Jól áll neki a halál (1992).
Az 1990-es években kritikai és bevételi szempontból legsikeresebb filmszereplése A szív hídjai (1995) című romantikus filmdrámában volt, Clint Eastwood partnereként. Az Életem értelme (1998) szintén pozitív kritikákat hozott a színésznő számára. 2002-es Adaptáció és Az órák című filmjeit is jól fogadták a kritikusok. A 2003-as Angyalok Amerikában című minisorozattal újabb Primetime Emmy-jelölést tudhatott magáénak. 2006-ban Oscarra jelölték Az ördög Pradát visel női főszereplőjeként. A 2000-es évek során sikeres filmje volt még a Mamma Mia! és a Julie és Julia – Két nő, egy recept (2009).
2011-ben Margaret Thatchert keltett életre a mozivásznon: A Vaslady a következő évben Streep második, legjobb női főszereplőnek járó Oscar-díját is elhozta. 2017-ben A Pentagon titkai című filmdrámával szerezte meg 21. Oscar-jelölését, ezzel a színészek és színésznők közt is rekordtartónak számít.
Leggyakoribb magyar szinkronhangjai Ráckevei Anna, Kovács Nóra és Bánsági Ildikó.

## Filmográfia

### Film

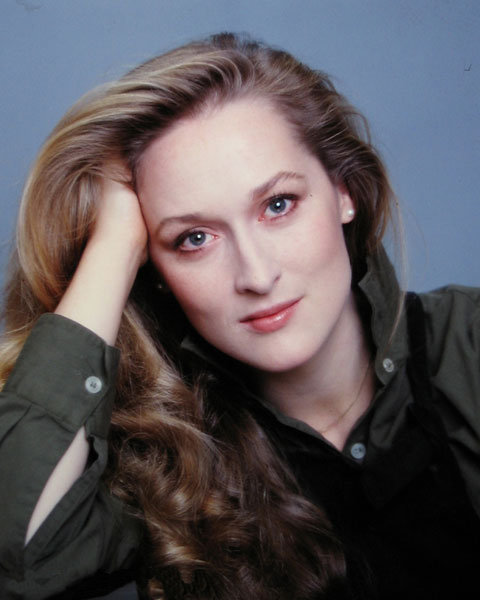
Az 1970-es évek végén

| Év   | Magyar cím                             | Eredeti cím                                     | Szerep                    | Magyar hang        | Rendező                 | Ref.  |
| ---- | -------------------------------------- | ----------------------------------------------- | ------------------------- | ------------------ | ----------------------- | ----- |
| 1977 | Júlia                                  | Julia                                           | Anne Marie                |                    | Fred Zinnemann          | [ 3 ] |
| 1978 | A szarvasvadász                        | The Deer Hunter                                 | Linda                     | Radó Denise        | Michael Cimino          | [ 3 ] |
| 1979 | Manhattan                              | Manhattan                                       | Jill                      | Bencze Ilona       | Woody Allen             | [ 3 ] |
| 1979 | Manhattan                              | Manhattan                                       | Jill                      | Kiss Eszter        | Woody Allen             | [ 3 ] |
| 1979 | Joe Tynan megkísértése                 | The Seduction of Joe Tynan                      | Karen Traynor             |                    | Jerry Schatzberg        | [ 3 ] |
| 1979 | Kramer kontra Kramer                   | Kramer vs. Kramer                               | Joanna Kramer             | Bánsági Ildikó     | Robert Benton (1.)      | [ 3 ] |
| 1979 | Kramer kontra Kramer                   | Kramer vs. Kramer                               | Joanna Kramer             | Menszátor Magdolna | Robert Benton (1.)      | [ 3 ] |
| 1981 | A francia hadnagy szeretője            | The French Lieutenant's Woman                   | Sarah / Anna              | Bánsági Ildikó     | Karel Reisz             | [ 3 ] |
| 1982 | Az éjszaka csendje                     | Still of the Night                              | Brooke Reynolds           | Bánsági Ildikó     | Robert Benton (2.)      | [ 3 ] |
| 1982 | Az éjszaka csendje                     | Still of the Night                              | Brooke Reynolds           | Götz Anna          | Robert Benton (2.)      | [ 3 ] |
| 1982 | Sophie választása                      | Sophie's Choice                                 | Sophie Zawistowska        | Bánsági Ildikó     | Alan J. Pakula          | [ 3 ] |
| 1982 | Sophie választása                      | Sophie's Choice                                 | Sophie Zawistowska        | Kovács Nóra        | Alan J. Pakula          | [ 3 ] |
| 1983 | Silkwood                               | Silkwood                                        | Karen Silkwood            | Egri Márta         | Mike Nichols (1.)       | [ 3 ] |
| 1983 | Silkwood                               | Silkwood                                        | Karen Silkwood            | Kovács Nóra        | Mike Nichols (1.)       | [ 3 ] |
| 1984 | Zuhanás a szerelembe                   | Falling in Love                                 | Molly Gilmore             | Kovács Nóra        | Ulu Grosbard            | [ 3 ] |
| 1985 | Bőség                                  | Plenty                                          | Susan Traherne            | Bánsági Ildikó     | Fred Schepisi (1.)      | [ 3 ] |
| 1985 | Távol Afrikától                        | Out of Africa                                   | Karen Blixen              | Ráckevei Anna      | Sydney Pollack          | [ 3 ] |
| 1986 | Féltékenység                           | Heartburn                                       | Rachel Samstat            | Kovács Nóra        | Mike Nichols (2.)       | [ 3 ] |
| 1987 | Gyomok között                          | Ironweed                                        | Helen Archer              | Jani Ildikó        | Héctor Babenco          | [ 3 ] |
| 1988 | Sikoly a sötétben                      | A Cry in the Dark                               | Lindy Chamberlain         | Györgyi Anna       | Fred Schepisi (2.)      | [ 3 ] |
| 1988 | Sikoly a sötétben                      | A Cry in the Dark                               | Lindy Chamberlain         | Kovács Nóra        | Fred Schepisi (2.)      | [ 3 ] |
| 1989 | Nőstényördög                           | She Devil                                       | Mary Fisher               | Kútvölgyi Erzsébet | Susan Seidelman         | [ 3 ] |
| 1989 | Nőstényördög                           | She Devil                                       | Mary Fisher               | Götz Anna          | Susan Seidelman         | [ 3 ] |
| 1990 | Képeslapok a szakadékból               | Postcards from the Edge                         | Suzanne Vale              | Ráckevei Anna      | Mike Nichols (3.)       | [ 3 ] |
| 1991 | Tranzit a mindenhatóhoz                | Defending Your Life                             | Julia                     | Ráckevei Anna      | Albert Brooks           | [ 3 ] |
| 1992 | Jól áll neki a halál                   | Death Becomes Her                               | Madeline Ashton           | Kútvölgyi Erzsébet | Robert Zemeckis         | [ 3 ] |
| 1993 | Kísértetház                            | The House of The Spirits                        | Clara del Valle Trueba    | Bánsági Ildikó     | Bille August            | [ 3 ] |
| 1994 | Veszélyes vizeken                      | The River Wild                                  | Gail Hartman              | Kovács Nóra        | Curtis Hanson           | [ 3 ] |
| 1994 | Veszélyes vizeken                      | The River Wild                                  | Gail Hartman              | Ráckevei Anna      | Curtis Hanson           | [ 3 ] |
| 1995 | A szív hídjai                          | The Bridges Of Madison County                   | Francesca Johnson         | Ráckevei Anna      | Clint Eastwood          | [ 3 ] |
| 1996 | A gyanú árnyéka                        | Before and After                                | Dr. Carolyn Ryan          | Egri Márta         | Barbet Schroeder        | [ 3 ] |
| 1996 | Marvin szobája                         | Marvin's Room                                   | Lee Lacker                | Ráckevei Anna      | Jerry Zaks              | [ 3 ] |
| 1998 | Pogánytánc                             | Dancing at Lughnasa                             | Kate 'Kit' Mundy          | Ráckevei Anna      | Pat O'Connor            | [ 3 ] |
| 1998 | Pogánytánc                             | Dancing at Lughnasa                             | Kate 'Kit' Mundy          | Kovács Nóra        | Pat O'Connor            | [ 3 ] |
| 1998 | Életem értelme                         | One True Thing                                  | Kate Gulden               | Ráckevei Anna      | Carl Franklin           | [ 3 ] |
| 1999 | A szív dallamai                        | Music of the Heart                              | Roberta Guaspari          | Ráckevei Anna      | Wes Craven              | [ 3 ] |
| 2001 | A. I. – Mesterséges értelem            | Artificial Intelligence: AI                     | Kék tündér (hangja)       | Kovács Nóra        | Steven Spielberg (1.)   | [ 3 ] |
| 2002 | Adaptáció                              | Adaptation                                      | Susan Orlean              | Spilák Klára       | Spike Jonze             | [ 3 ] |
| 2002 | Az órák                                | The Hours                                       | Clarissa Vaughan          | Bánsági Ildikó     | Stephen Daldry          | [ 3 ] |
| 2003 | Túl közeli rokon                       | Stuck On You                                    | önmaga (cameo)            | Bánsági Ildikó     | Peter és Bobby Farrelly |       |
| 2004 | A mandzsúriai jelölt                   | The Manchurian Candidate                        | Eleanor Shaw              | Hámori Ildikó      | Jonathan Demme (1.)     | [ 3 ] |
| 2004 | Lemony Snicket: A balszerencse áradása | Lemony Snicket's A Series of Unfortunate Events | Josephine nagynéni        | Básti Juli         | Brad Silberling         |       |
| 2004 | Lemony Snicket: A balszerencse áradása | Lemony Snicket's A Series of Unfortunate Events | Josephine nagynéni        | Orosz Anna         | Brad Silberling         |       |
| 2005 | Első a szerelem                        | Prime                                           | Dr. Lisa Metzger          | Hűvösvölgyi Ildikó | Ben Younger             | [ 3 ] |
| 2006 | Az utolsó adás                         | A Prairie Home Companion                        | Yolanda Johnson           | Ráckevei Anna      | Robert Altman           |       |
| 2006 | Az ördög Pradát visel                  | The Devil Wears Prada                           | Miranda Priestly          | Borbás Gabi        | David Frankel (1.)      | [ 3 ] |
| 2006 | Hangya Boy                             | The Ant Bully                                   | Hangyakirálynő (hangja)   | Vándor Éva         | John A. Davis           | [ 3 ] |
| 2007 | Sötét anyag                            | Dark Matter                                     | Joanna Silver             | Kovács Nóra        | Shi-Zheng Chen          |       |
| 2007 | Este                                   | Evening                                         | Lila Ross                 | Császár Angela     | Koltai Lajos            |       |
| 2007 | Kiadatás                               | Rendition                                       | Corrine Whitman           | Kovács Nóra        | Gavin Hood              |       |
| 2007 | Gyávák és hősök                        | Lions for Lambs                                 | Janine Roth               | Bánsági Ildikó     | Robert Redford          | [ 3 ] |
| 2008 | Mamma Mia!                             | Mamma Mia!                                      | Donna Sheridan            | Ráckevei Anna      | Phyllida Lloyd (1.)     | [ 3 ] |
| 2008 | Kétely                                 | Doubt                                           | Aloysius nővér            | Borbás Gabi        | John Patrick Shanley    | [ 3 ] |
| 2009 | Julie és Julia – Két nő, egy recept    | Julie & Julia                                   | Julia Child               | Ráckevei Anna      | Nora Ephron             | [ 3 ] |
| 2009 | A fantasztikus Róka úr                 | Fantastic Mr. Fox                               | Mrs. Fox (hangja)         | Kovács Nóra        | Wes Anderson            | [ 3 ] |
| 2009 | Egyszerűen bonyolult                   | It's Complicated                                | Jane Adler                | Bánsági Ildikó     | Nancy Meyers            | [ 3 ] |
| 2011 | A Vaslady                              | The Iron Lady                                   | Margaret Thatcher         | Ráckevei Anna      | Phyllida Lloyd (2.)     |       |
| 2012 | Amit még mindig tudni akarsz a szexről | Hope Springs                                    | Kay Soames                | Ráckevei Anna      | David Frankel (2.)      | [ 3 ] |
| 2013 | Augusztus Oklahomában                  | August: Osage County                            | Violet Weston             | Bánsági Ildikó     | John Wells              | [ 3 ] |
| 2013 | Augusztus Oklahomában                  | August: Osage County                            | Violet Weston             | Kovács Nóra        | John Wells              | [ 3 ] |
| 2014 | Az emlékek őre                         | The Giver                                       | elöljáró                  | Kovács Nóra        | Phillip Noyce           | [ 3 ] |
| 2014 | A kelletlen útitárs                    | The Homesman                                    | Altha Carter              | Bánsági Ildikó     | Tommy Lee Jones         |       |
| 2014 | Vadregény                              | Into the Woods                                  | A banya                   | Bertalan Ágnes     | Rob Marshall (1.)       | [ 3 ] |
| 2015 | Dübörög a szív                         | Ricki and the Flash                             | Ricki Rendazzo / Linda    | Ráckevei Anna      | Jonathan Demme (2.)     | [ 3 ] |
| 2015 | A szüfrazsett                          | Suffragette                                     | Emmeline Pankhurst        | Ráckevei Anna      | Sarah Gavron            |       |
| 2016 | Florence – A tökéletlen hang           | Florence Foster Jenkins                         | Florence Foster Jenkins   | Ráckevei Anna      | Stephen Frears          |       |
| 2017 |                                        | The Guardian Brothers (Xiao men shen)           | narrátor (angol hangja)   |                    | Gary Wang               |       |
| 2017 | A Pentagon titkai                      | The Post                                        | Kay Graham                | Ráckevei Anna      | Steven Spielberg (2.)   |       |
| 2018 | Mamma Mia! Sose hagyjuk abba           | Mamma Mia! Here We Go Again                     | Donna Sheridan            | eredeti nyelven    | Ol Parker               |       |
| 2018 | Mary Poppins visszatér                 | Mary Poppins Returns                            | Topsy                     | Kovács Nóra        | Rob Marshall (2.)       |       |
| 2019 | Pénzmosó                               | Laundromat                                      | Ellen Martin              | Ráckevei Anna      | Steven Soderbergh (1.)  |       |
| 2019 | Kisasszonyok                           | Little Women                                    | March néni                | Ráckevei Anna      | Greta Gerwig            |       |
| 2020 | The Prom – A végzős bál                | The Prom                                        | Dee Dee Allen             | Ráckevei Anna      | Ryan Murphy             |       |
| 2020 | Szabad szavak                          | Let Them All Talk                               | Alice Hughes              | Ráckevei Anna      | Steven Soderbergh (2.)  |       |
| 2021 | Ne nézz fel!                           | Don't Look Up                                   | Janie Orlean elnökasszony | Bánsági Ildikó     | Adam McKay              |       |
| 2022 |                                        | Sell/Buy/Date                                   | vezető producer           | –                  | Sarah Jones             |       |
| 2026 |                                        | The Devil Wears Prada 2                         | Miranda Priestly          |                    | David Frankel (3.)      |       |
| 2026 |                                        | Narnia: The Magician's Nephew                   | Aslan                     |                    | Greta Gerwig (2.)       |       |

Dokumentum- és rövidfilmek
| Év   | Magyar cím                                        | Eredeti cím                                          | Szerep          | Megjegyzések                               |
| ---- | ------------------------------------------------- | ---------------------------------------------------- | --------------- | ------------------------------------------ |
| 1999 |                                                   | Ginevra's Story                                      | narrátor        | dokumentumfilm                             |
| 2005 |                                                   | Stolen Childhoods                                    | narrátor        | dokumentumfilm                             |
| 2006 |                                                   | The Music of Regret                                  | nő              | rövidfilm                                  |
| 2010 | Kutya egy élet                                    | Higglety Pigglety Pop! or There Must Be More to Life | Jennie (hangja) | - rövidfilm - magyar hangja: - Kovács Nóra |
| 2012 | Varázslatos sarkvidék 3D: A jegesmedvék birodalma | To the Arctic 3D                                     | narrátor        | rövidfilm                                  |
| 2013 |                                                   | Wings of Life                                        | narrátor        | dokumentumfilm                             |
| 2013 | Girl Rising                                       |                                                      | narrátor        | dokumentumfilm                             |
| 2013 | A Fierce Green Fire                               |                                                      | narrátor        | dokumentumfilm                             |
| 2013 | Out of Print                                      |                                                      | narrátor        | dokumentumfilm                             |
| 2015 |                                                   | Shout Gladi Gladi                                    | narrátor        | dokumentumfilm                             |
| 2017 |                                                   | We Rise                                              | narrátor        | dokumentumfilm                             |
| 2018 |                                                   | This Changes Everything                              | önmaga          |                                            |
| 2020 |                                                   | Here We Are: Notes for Living on Planet Earth        | narrátor        | rövidfilm                                  |

### Televízió
| Év        | Magyar cím                           | Eredeti cím                                      | Szerep                                                            | Megjegyzések                                           |
| --------- | ------------------------------------ | ------------------------------------------------ | ----------------------------------------------------------------- | ------------------------------------------------------ |
| 1976      |                                      | Everybody Rides the Carousel                     | szerető (hangja)                                                  | animációs tévéfilm                                     |
| 1977      |                                      | The Deadliest Season                             | Sharon Miller                                                     | tévéfilm                                               |
| 1977–1979 |                                      | Great Performances                               | Edith Varney / Leilah                                             | 2 epizód                                               |
| 1978      | Holocaust (A Weiss család története) | Holocaust                                        | Inga Helms Weiss                                                  | minisorozat (4 epizód)                                 |
| 1981      |                                      | Kiss Me, Petruchio                               | Katherine                                                         | dokumentumfilm                                         |
| 1982      |                                      | Alice at the Palace                              | Alice                                                             | tévéfilm                                               |
| 1990      |                                      | The Earth Day Special                            | aggódó állampolgár                                                | különkiadás                                            |
| 1994      | A Simpson család                     | The Simpsons                                     | Jessica Lovejoy (hangja)                                          | 1 epizód                                               |
| 1997      | Sohasem ártok                        | ...First Do No Harm                              | Lori Reimuller                                                    | - tévéfilm - filmproducer                              |
| 1999      | Texas királyai                       | King of the Hill                                 | Esme Dauterive néni (hangja)                                      | 1 epizód                                               |
| 2003      | Angyalok Amerikában                  | Angels in America                                | Hannah Pitt / Ethel Rosenberg / Rabbi / Ausztrália angyala        | minisorozat (6 epizód)                                 |
| 2003      |                                      | Freedom: A History of US                         | Abigail Adams / Mary Eastey / Mother Jones / Margaret Chase Smith | dokumentumsorozat (4 epizód)                           |
| 2007      |                                      | Ocean Voyagers                                   | narrátor                                                          | dokumentumfilm                                         |
| 2010–2012 | Web-terápia                          | Web Therapy                                      | Camilla Bowner                                                    | - websorozat (5 epizód) - magyar hangja: - Kovács Nóra |
| 2013      |                                      | Makers: Women Who Make America                   | narrátor                                                          | dokumentumsorozat (3 epizód)                           |
| 2014      |                                      | The Roosevelts                                   | Eleanor Roosevelt (hangja)                                        | dokumentumsorozat (7 epizód)                           |
| 2017      |                                      | Five Came Back                                   | narrátor                                                          | dokumentumsorozat (3 epizód)                           |
| 2019      | Hatalmas kis hazugságok              | Big Little Lies                                  | Mary Louise Wright                                                | 7 epizód                                               |
| 2020      |                                      | James and the Giant Peach with Taika and Friends | Aunt Sponge                                                       | 1 epizód                                               |
| 2022      |                                      | The U.S. and the Holocaust                       | Eleanor Roosevelt (hangja)                                        | 2 epizód                                               |
| 2023      | Extrapolációk                        | Extrapolations                                   | Eve                                                               | 1 epizód                                               |
| 2024      | Gyilkos a házban                     | Only Murders in the Building                     | Loretta Durkin                                                    | 8 epizód                                               |

## Fordítás
- Ez a szócikk részben vagy egészben  a   Meryl Streep on screen and stage című angol Wikipédia-szócikk fordításán alapul.  Az eredeti cikk szerkesztőit annak laptörténete sorolja fel. Ez a jelzés csupán a megfogalmazás eredetét és a szerzői jogokat jelzi, nem szolgál a cikkben szereplő információk forrásmegjelöléseként.